# Victor Potel
Victor Potel (12 de outubro de 1889 – 8 de março de 1947 (57 anos)) foi um ator e cineasta norte-americano que atuou em 430 filmes mudos entre 1910 e 1947.
Potel nasceu em Lafayette, Indiana e morreu em Hollywood, Califórnia.

## Filmografia selecionada
Mudos
- A Dog on Business (1910)
- Across the Plains (1911)
- Alkali Ike's Auto (1911)
- His Regeneration (1915)
- Baseball Madness (1917)
- Captain Kidd, Jr. (1919)
- The Outcasts of Poker Flat (1919)
- The Petal on the Current (1919)
- In Mizzoura (1919)
- One a Minute (1921)
- I Can Explain (1922)
- Step on It! (1922)
- The Loaded Door (1922)
- A Lost Lady 1924
- Beyond the Border (1925)
- Below the Line (1925)
- Ten Years (1925)
- The Bar-C Mystery (1926)
- Morganson's Finish (1926)
- Special Delivery (1927)
- Captain Swagger (1928)
- Little Shepherd of Kingdom Come (1928)

Sonoros
- Melody of Love 1928)
- The Bad One (1930)
- Doughboy (1930)
- Ten Cents a Dance (1931)
- King of the Wild (1931)
- The Squaw Man (1931)
- Partners (1932)
- The Adventures of Rex and Rinty (1935)
- Big Boy Rides Again (1935)
- The Fighting Marines (1935)
- The Last of the Clintons (1935)
- O'Malley of the Mounted (1936)
- The Great McGinty (1940)
- Christmas in July (1940)
- Sullivan's Travels (1941)
- The Palm Beach Story (1942)
- The Miracle of Morgan's Creek (1944)
- The Glass Alibi (1946)
- The Egg and I (1947)
- Relentless (1948)